# Lasaeola yona
Lasaeola yona är en spindelart som först beskrevs av Yoshida och Ono 2000.  Lasaeola yona ingår i släktet Lasaeola och familjen klotspindlar. Inga underarter finns listade i Catalogue of Life.